# Magnus Brunner
Magnus Brunner (ur. 6 maja 1972 w Höchst) – austriacki polityk i prawnik, parlamentarzysta, w latach 2020–2021 sekretarz stanu w austriackim rządzie, w latach 2021–2024 minister finansów, od 2024 członek Komisji Europejskiej.

## Życiorys
Ukończył szkołę średnią w Bregencji. Absolwent prawa z 1996, kształcił się na Uniwersytecie Leopolda i Franciszka w Innsbrucku i na Uniwersytecie Wiedeńskim. Odbył również studia podyplomowe w King’s College London (1997–1998). Działacz Austriackiej Partii Ludowej. W latach 1999–2002 kierował biurem Herberta Sausgrubera, starosty krajowego Vorarlbergu. Później do 2005 był dyrektorem politycznym Österreichischer Wirtschaftsbund, organizacji gospodarczej afiliowanej przy ÖVP. W latach 2000–2004 pełnił funkcję radnego rodzinnej miejscowości. W 2006 został dyrektorem w kompanii energetycznej Illwerke/VKW, a w 2007 członkiem rady dyrektorów OeMAG Abwicklungsstelle für Ökostrom, agencji do spraw ekologicznej energii elektrycznej.
Kontynuował także działalność polityczną. W latach 2009–2020 reprezentował ÖVP w Radzie Federalnej, zajmował stanowisko wiceprzewodniczącego tej izby. W styczniu 2020 został sekretarzem stanu w resorcie transportu innowacji i technologii, który w tym samym miesiącu przekształcono w ministerstwo klimatu, środowiska, energii, mobilności, innowacji i technologii. W grudniu 2021 został ministrem finansów w rządzie Karla Nehammera.
W wyborach w 2024 uzyskał mandat deputowanego do Rady Narodowej. Zrezygnował z niego w listopadzie tegoż roku. W tym samym miesiącu odszedł też z rządu w związku z przygotowaniami do objęcia stanowiska członka Komisji Europejskiej. Dołączył do nowej KE kierowanej przez Ursulę von der Leyen (z kadencją od 1 grudnia 2024) jako komisarz odpowiedzialny za sprawy wewnętrzne i migrację.